# Miguel Ángel Espinoza Garza
Miguel Ángel Espinoza Garza (San Nicolás de los Garza, 26 de abril de 1966) es un eclesiástico y profesor católico mexicano. Es el obispo coadjutor de La Paz en Baja California Sur, desde noviembre de 2022.

## Biografía
Miguel Ángel nació el 26 de abril de 1966, en el municipio mexicano de San Nicolás de los Garza.
Realizó estudios en el Seminario Mayor de Monterrey (1983-1987), cursando Humanidades y Filosofía.
Obtuvo el bachillerato de Teología (1990) y la licenciatura en Filosofía (1992), en la Universidad Pontificia de México.

### Sacerdocio
Su ordenación sacerdotal fue el 15 de agosto de 1991, en la Basílica de Guadalupe de Monterrey.
En esa misma circunscripción eclesiástica se incardinó.
Como sacerdote desempeñó los siguientes ministerios:
- Vicario parroquial de Corpus Cristi y profesor en el Seminario Mayor de Monterrey (1992-1993).
- Formador y profesor en el Seminario Mayor de Monterrey (1993-2000).
- Rector de las Residencias y profesor en la Universidad Pontificia de México (2000-2006).
- Profesor en el Seminario Diocesano de Cuernavaca (2004-2006).
- Coordinador arquidiocesano de la Pastoral Vocacional y profesor en el Seminario Mayor de Monterrey (2006-2010).
- Director espiritual y profesor en el Seminario Diocesano de La Paz (2010-2014).
- Párroco del Rosario y profesor en el Seminario Mayor de Monterrey (2014-2020).[4]
- Vicario episcopal (2015-2021) y miembro ex officio (2015-2022) de Pastoral.
- Ecónomo de la arquidiócesis de Monterrey (2021-2022).
- Párroco del Santuario de Ntra. Sra. de Fátima del 2020 al 2022.

### Episcopado
El 3 de noviembre de 2022, el papa Francisco lo nombró obispo coadjutor de La Paz en Baja California Sur.
El día 7 del mismo mes, recibió el solideo y la cruz pectoral, a manos del arzobispo Rogelio Cabrera López, durante una ceremonia concelebrada en la Catedral de Monterrey.
Tras su nombramiento, se puso como lema la frase: "Caminando juntos".
El 24 de enero de 2023, luego de la peregrinación por la paz; fue consagrado en el Estadio Arturo C. Nahl, a manos del obispo Miguel Ángel Alba Díaz.